# Schizymenium fulvonitens
Schizymenium fulvonitens là một loài Rêu trong họ Bryaceae. Loài này được (Cardot & Broth.) A.J. Shaw miêu tả khoa học đầu tiên năm 1985.